# Peter Ijeh
Peter Emeka Ijeh (né le 28 mars 1977 à Lagos au Nigeria) est un international de football nigérian.

## Biographie

### Club
Après avoir joué au Nigeria, il part vivre en Suède pour évoluer dans le club du Malmö FF en 2001. Il finit meilleur buteur de l'Allsvenskan en 2002 avec 24 buts. En 2004, il est transféré à l'IFK Göteborg qui fête cette année-là son 100e anniversaire. Il ne réussit pas à réitérer sa bonne saison de l'année précédente. Après avoir eu des problèmes avec la justice pour fraude fiscale et après avoir été acquitté, il part au Danemark pour évoluer dans le club de la capitale du FC Copenhague en 2005, avec qui il n'arrive pas à s'imposer dans l'équipe titulaire.
Le 19 juin 2006, il part jouer chez les Viking en Norvège pour trois millions de couronnes danoises. Il devient un buteur prolifique avec notamment onze buts marqués en quinze matchs, et aide le club à se sauver de la relégation. Lors du dernier match de la saison du championnat norvégien 2006, Ijeh inscrit quatre buts et est à l'origine du but contre son camp d'un défenseur adverse lors d'une victoire éclatante surprise 5-0 contre les grands rivaux des Vikings du SK Brann, les sauvant de la relégation à la différence de buts.
Au début du mois de janvier 2007, il se voit offrir de nombreux contrats, et a des discussions avec le club anglais de Coventry City FC. Le club norvégien du FC Lyn Oslo fait une offre de douze millions de couronnes norvégiennes pour s'attacher ses services, offre rejetée par le Viking FK qui refuse de le vendre.
Ijeh quitte finalement les Vikings à la fin de la saison 2009 pour retourner en Suède.

### Sélection

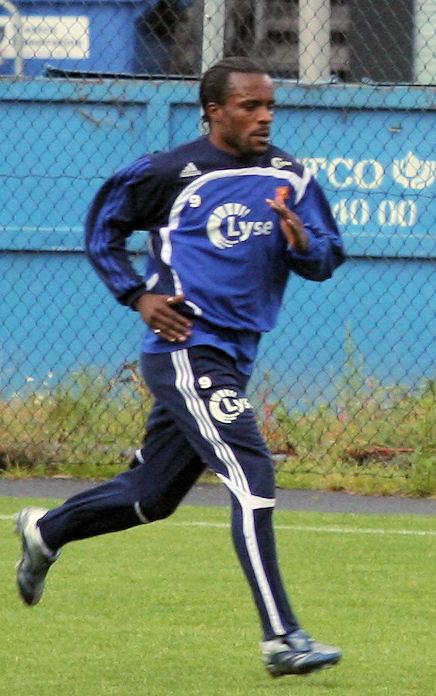
Ijeh à l'entraînement avec le Viking FK en 2007

## Palmarès
Julius Berger FC
- Championnat du Nigeria
  - Champion (1) : 2000

 FC Copenhague
- Championnat du Danemark
  - Champion (1) : 2006

 Syrianska FC
- Championnat de Suède de D2
  - Champion (1) : 2010

### Distinction personnelle
- Meilleur buteur du championnat du Nigeria : 2000
- Meilleur buteur du championnat de Suède : 2002